# シンスメモリーズ 星天の下で
『シンスメモリーズ 星天の下で』（シンスメモリーズ ほしのそらのしたで）は、MAGES.より2021年9月16日に発売された恋愛アドベンチャーゲーム。略称は『シンメモ』。
2019年3月28日をもって完結した「Memories Offシリーズ」のコンセプトや舞台を継承した後継作で、本作も神奈川県藤沢市の江ノ島周辺や鎌倉市をモチーフにストーリーが展開される。

## 登場人物

### メインキャラクター
水元 隼也（みずもと じゅんや）
年齢:20才
身長:178Cm
声 - 菊地燎
本作の主人公。大学に通いながら、家業のなんでも屋として働いている。
北條 ちはや（ほうじょう ちはや）
年齢:20才
身長:164Cm
趣味:気になる店巡り（食べ歩き）
声 - 近藤玲奈
隼也と同じ大学に通う幼馴染。澄空の名家のお嬢様で、隼也のよき友人。
里美 英（さとみ あずさ）
年齢:？？才
身長:142Cm
趣味:ライブ動画鑑賞（アイドルの）
声 - 田所あずさ
隼也の前に突如と現れた少女。隼也や周囲の人間に対してもとても攻撃的な性格。
伊勢 陽詩（いせ ひなた）
年齢:20才
身長:157Cm
趣味:コスプレ
声 - 永木さくら
ちはやのお付きで、隼也やちはやと同じ大学に通う大学生。隼也の幼馴染。重度のオタクで、ゲーム実況配信も行っている。
大山 優梨子（おおやま ゆりこ）
年齢:21才
身長:160Cm
趣味:アンティーク市巡り、美術館巡り
声 - 岡本美歌
澄空市出身の有名アイドル。芸名は『綾瀬（あやせ）ゆりか』。PALSATE（パルセイト）というグループで、リーダーとして活動していたが、現在は休業中。
黄 春玉（ほぁん ちゅんゆう）
年齢:21才
身長:158Cm
趣味:eスポーツ、投資、株
声 - 渡辺千絢
隼也たちと同じ大学に通う中国人留学生。日本の民俗学を学ぶため留学してきた。サッパリした性格。裏表がなく素直で正直だが、他人にそれを要求するので困りもの。

### サブキャラクター
稲穂 信（いなほ しん）
年齢:37才
身長:175Cm
特技:人生相談
声 - 間島淳司
前作のMemories Offシリーズから引き続き登場している人物。10年前に芦鹿島で開業した喫茶店「シーサイドカフェ・YuKuRu」のマスターをしている。
今はメモリーズオフ ゆびきりの記憶で登場した汐鐘 京子と結婚し、娘二人の父なのだが、京子は幼い凛の妹と出産のため里帰りしており、もうすぐ3人目が生まれるらしい。
水元 みそら（みずもと みそら）
年齢:17才
身長:152Cm
趣味:カラオケ、友達と遊ぶ
声 - 夏吉ゆうこ
隼也の妹。水本家の家事全般を仕切る肝っ玉ギャル。
プルシアイネン 藍乃（ぷるしあいねん あいの）
年齢:17才
身長:156Cm
趣味:ハンドメイドアクセサリ作り
声 - 渋谷彩乃
みそらの友人。父はフィンランド人、母は日本人で、見た目は北欧系だが、日本生まれの日本育ち。隼也のことをとても慕っている。
稲穂 凛（いなほ りん）
年齢:9才
身長:132Cm
趣味:お客さんとのおしゃべり
声 - 木野日菜
稲穂家の長女。母と妹が里帰りしているため、「YuKuRu」でパパのお手伝いをしている。
水元 鷹也（みずもと たかや）
声 - 菊地燎
隼也とみそらの兄。隼也とは7つ違い。1年前に交通事故の際のガソリンの引火に巻き込まれ命を落とす。
水元 鷲雄（みずもと わしお）
声 - 露崎亘
年齢:45才
隼也や鷹也、みそらの父親。地域密着の何でも屋「水元堂」の社長。
稲穂 仁（いなほ じん）
年齢:27才
声 - 大町朋裕
水元堂で働く従業員。信の従兄弟である。
木戸 重人（きど しげと）
年齢:30才
声 - 岡井カツノリ
北條忠泰の私設秘書。キザがだ、礼儀正しく紳士的な人物。
北條 忠泰（ほうじょう ただやす）
年齢:60才
声 - 蓮岳大
ちはやの父。北条家当主にして、澄空に地盤を持つ政治家。
伊勢 昇平（いせ しょうへい）
声 - 青山穣
陽詩の父。北條忠泰に長年仕える秘書。
一橋 由姫（いちはし ゆき）
声 - 早瀬莉花
図書館に勤める司書。お淑やかな女性で、鷹也の元恋人。

## 主題歌
オープニングテーマ「光と影のラプラス」
作詞・作曲 - 志倉千代丸 / 編曲 - 悠木真一 / 歌 - 亜咲花
エンディングテーマ「星空オルゴール」
作詞 - 彩音 / 作曲・編曲 - 永塚健登 / 歌 - 彩音
挿入歌「Long for you」
作詞 - yuiko / 作曲・編曲 - 石倉誉之 / 歌 - 大山優梨子（岡本美歌）